# Çorba

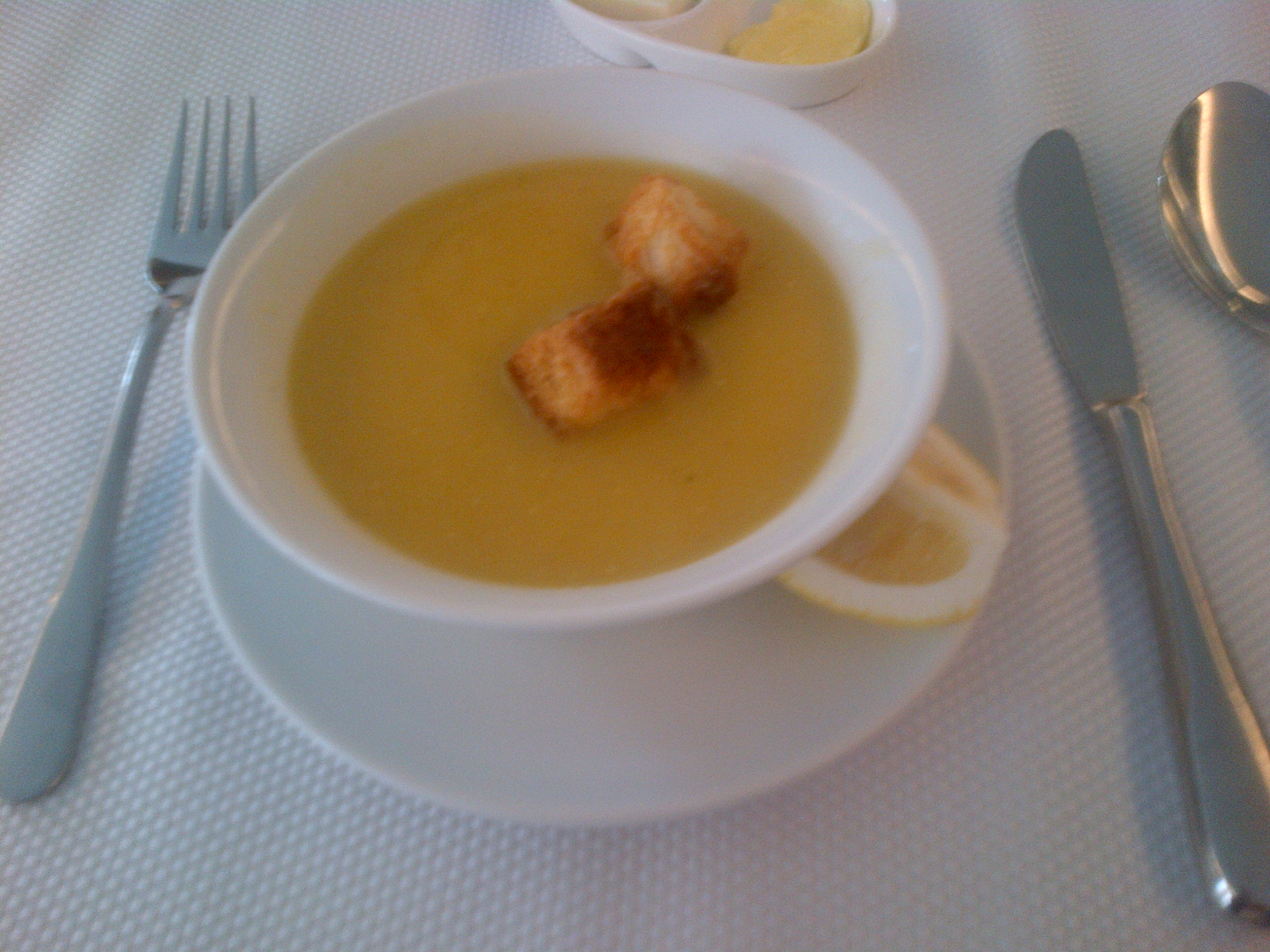
Mercimek çorbası (crema de lentejas rojas) es probablemente la sopa más común en la cocina turca.

Çorba (transliterado como chorba) significa sopa en Turquía. La palabra se ha internacionalizado en las diferentes gastronomías y países del antiguo Imperio otomano, a menudo con significados y contenidos culinarios diferentes del original turco, como por ejemplo para nombrar algunos estofados.

## Variantes en otros países

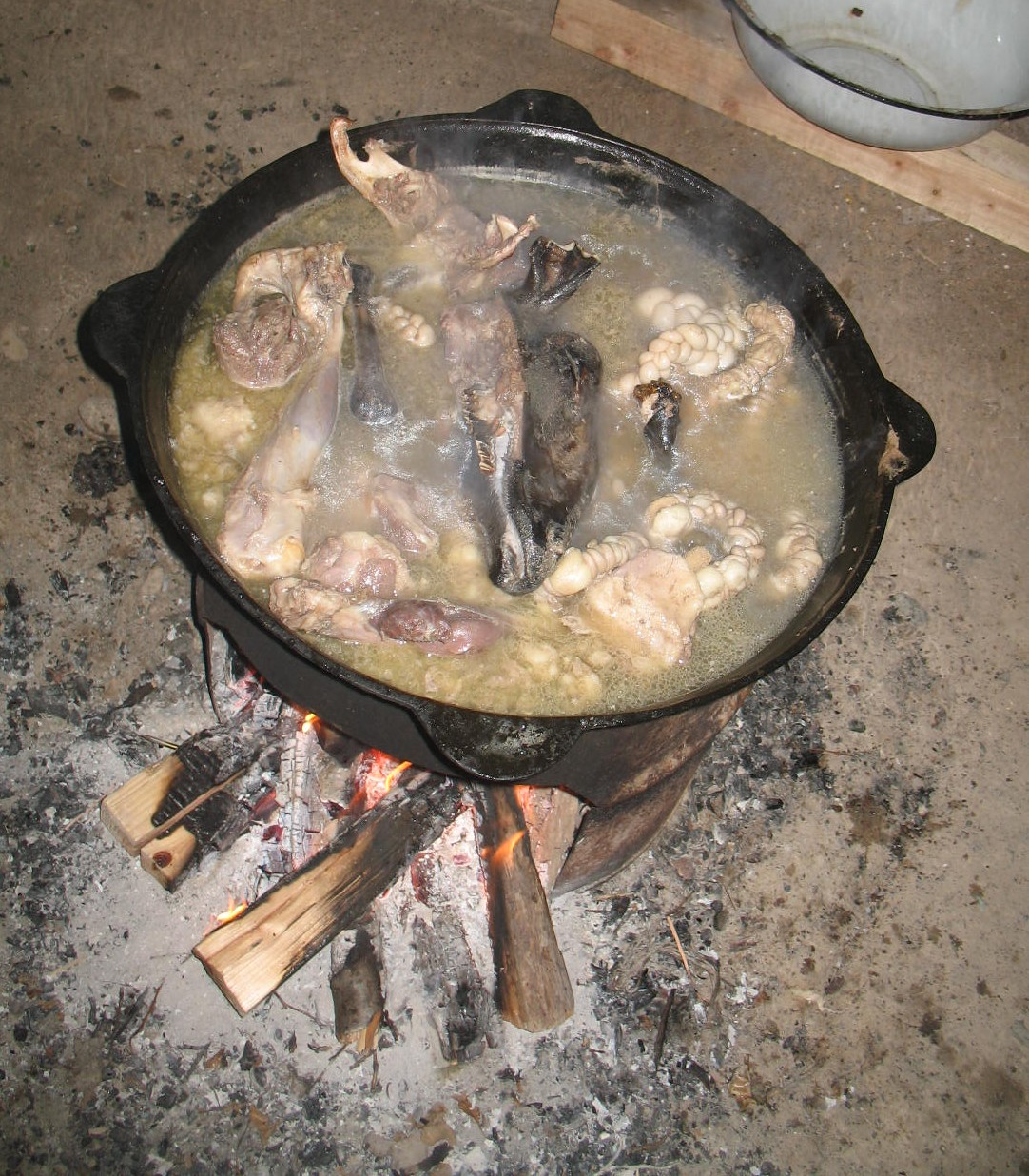
Shorpo elaborada en Kirguistán.

- Bulgaria: Чорба (chorba) una sopa búlgara; véase por ejemplo: Schkembe chorba
- Rumanía - Ciorbă, en la cocina rumana es una sopa con ternera y vegetales diversos, similar al borscht.
- Serbia - En la cocina serbia: "Čorba" (Чорба)
- Argelia - En la cocina argelina: “Chorba”

Existen palabras similares en otras cocinas correspondientes a los pueblos túrquicos de Asia Central, Rusia y el Cáucaso, pronunciado de diferentes formas: "shorpo", "shurbo", "shurva".